# Miguel Nazar Haro
Miguel Nazar Haro, ou Miguel Nassar Haro (né le 26 septembre 1924 à Tuxpan (Veracruz) et mort le 26 janvier 2012 dans la Ville de Mexico) est un membre du renseignement mexicain, qui fut commandant de la Direction fédérale de la sécurité lors de la présidence de José López Portillo, et un informateur de la CIA.

## Guerre sale
Miguel Nazar Haro est à la tête de la Direction fédérale de la sécurité, un service de renseignement mexicain crée sous l'égide de la CIA en 1947, à partir de 1978, la Guerre sale étant alors enclenchée depuis 1964.

### Implication dans les crimes gouvernementaux
En février 2004, Miguel Nazar Haro est détenu à la prison de Topo Chico (Nuevo León). Il est accusé de la disparition de six membres de la Brigada Campesina de los Lacandones, un mouvement de guérilla, en novembre 1974. Il est blanchi en 2006,.

## Liens avec des barons de la drogue et la CIA
D'après l'Administration pour le contrôle des drogues (DEA), Miguel Nazar Haro aurait protégé des barons de la drogue mexicains et couverts leurs opérations. Il est aussi, cependant, décrit comme la plus grande source de la CIA en Amérique centrale à l'époque, probablement sous le cryptonyme "LITEMPO-12" d'après des documents confidentiels. Il agit alors en subordonné de Fernando Gutiérrez Barrios "LITEMPO-4". En 1982, le procureur américain William Kennedy est licencié par le gouvernement américain pour avoir révélé que Miguel Nazar Haro était un informateur de la CIA,,.

## Allégations de Andrés Manuel López Obrador
En 2019, le président mexicain en fonction, Andrés Manuel López Obrador, affirme avoir été espionné par les autorités en place à partir de 1977, la tâche aurait, selon lui, était confiée à Miguel Nazar Haro.